# Ашага-Саблы
Ашага-Саблы (укр. Ашага-Сабли, крымскотат. Aşağı Sabla, Ашагъы Сабла) — исчезнувшее село в Симферопольском районе Крыма, находившеся в районе северной части современного села Каштановое.

## История
Первое документальное упоминание села встречается в Камеральном Описании Крыма… 1784 года, судя по которому, в последний период Крымского ханства Ашагы Собла входил в Салгирский кадылык Акмечетского каймаканства. После присоединения Крыма к России (8) 19 апреля 1783 года, (8) 19 февраля 1784 года, именным указом Екатерины II сенату, на территории бывшего Крымского Ханства была образована Таврическая область и деревня была приписана к Симферопольскому уезду. В 1787 году деревню (вместе с Юхары-Саблы и Орта-Саблы) с «58 дворами и 310 душами обоего пола и 3500 десятинами земли» в трёх вместе, были пожалованы Новороссийским генерал-губернатором Потемкиным адмиралу Мордвинову. После Павловских реформ, с 1796 по 1802 год, входила в Акмечетский уезд Новороссийской губернии. По новому административному делению, после создания 8 (20) октября 1802 года Таврической губернии, Ашага-Сабла был включён в состав Эскиординскои волости Симферопольского уезда. В том же году Мордвинов продаёт имение, вместе с деревней, будущему таврическому гражданскому губернатору Андрею Михайловичу Бороздину.
По Ведомости о всех селениях в Симферопольском уезде состоящих с показанием в которой волости сколько числом дворов и душ… от 9 октября 1805 года, в деревне Саблы Нижние числилось 29 дворов и 157 жителей — крымских татар. На военно-топографической карте генерал-майора Мухина 1817 года Ошоа собла обозначена без указания числа дворов. Вскоре Бороздин отказывает коренным жителям деревни в аренде земли, фактически, выселяя их и завозит в имение 549 человек своих крепостных из Киевской губернии. Видимо, административно деревня перестала существовать, поскольку в «Ведомости о казённых волостях Таврической губернии 1829 года», по результатам реформы волостного деления 1829 года, ни Ашага-Сабла, ни Саблы Нижние ни в одной из волостей не числятся. При этом, карте 1842 года, Ашага-Саблы обозначен, как «малая деревня», то есть, менее 5 дворов.
В 1860-х годах, после земской реформы Александра II, деревню приписали к Мангушской волости. В «Списке населённых мест Таврической губернии по сведениям 1864 года», составленному по результатам VIII ревизии 1864 года, три деревни (Верхние, Средние и Нижние, или Ашага, Орта и Юхары) Саблы записаны в одной строке, как «владельческая» (то есть, находящаяся в частой собственности) русская деревня, с 106 дворами, 614 жителями при безъименномъ источникѣ и фонтанѣ. На трёхверстовой карте 1865—1876 года в Ашага-Саблы обозначено 3 двора. В «Памятной книге Таврической губернии 1889 года», по результатам Х ревизии 1887 года, записана одна деревня — Саблы Средние, в которой числилось 153 двора и 891 житель и в дальнейшем Ашага-Саблы в источниках не встречются.